# بروس مک کیب
 بروس مک کیب (انگلیسی: Bruce Maccabee؛ زاده ۶ مهٔ ۱۹۴۲) یک فیزیک‌دان است.